# École de journalisme du Missouri
 (mars 2015).
Le contenu est difficilement compréhensible vu les erreurs de traduction, qui sont peut-être dues à l'utilisation d'un logiciel de traduction automatique.
L’École de journalisme du Missouri,,, (anglais : Missouri School of Journalism) de l'université du Missouri à Columbia à Columbia est une école de journalisme (J-School) fondée en 1908, la plus ancienne des États-Unis et dans le monde avec l’École supérieure de journalisme de Paris (ESJ Paris) fondée en 1899,. 
L'école dispense un enseignement universitaire et une formation pratique dans les domaines du journalisme, les communications et les médias, notamment la télévision, la radio, les journaux, la photographie, internet et les nouveaux médias.
Fondée par Walter Williams (en) en 1908, l'école publie le journal Columbia Missourian (en) et produit des émissions pour la chaîne de télévision National Broadcasting Company (NBC). Considérée comme l'une des meilleures écoles de journalisme, elle est connue pour sa « Méthode Missouri », par laquelle les élèves apprennent le journalisme à l'université et la pratique dans les laboratoires multimédias et en effectuant des reportages. L'école exploite également un organisme communautaire de journaux, un magazine avec des journalistes internationaux, un site web axé sur les citoyens, un magazine culturel.
Plusieurs organisations professionnelles y sont affiliées, y compris les journalistes et les rédacteurs d’Investigative Reporters and Editors (en) et de Pictures of the Year International, permettant aux étudiants d'interagir avec les journalistes professionnels.
Dans le cadre de partenariat entre universités, le Missouri School of Journalism accueille les étudiants français de l’École de Journalisme de Sciences Po,.

## Histoire

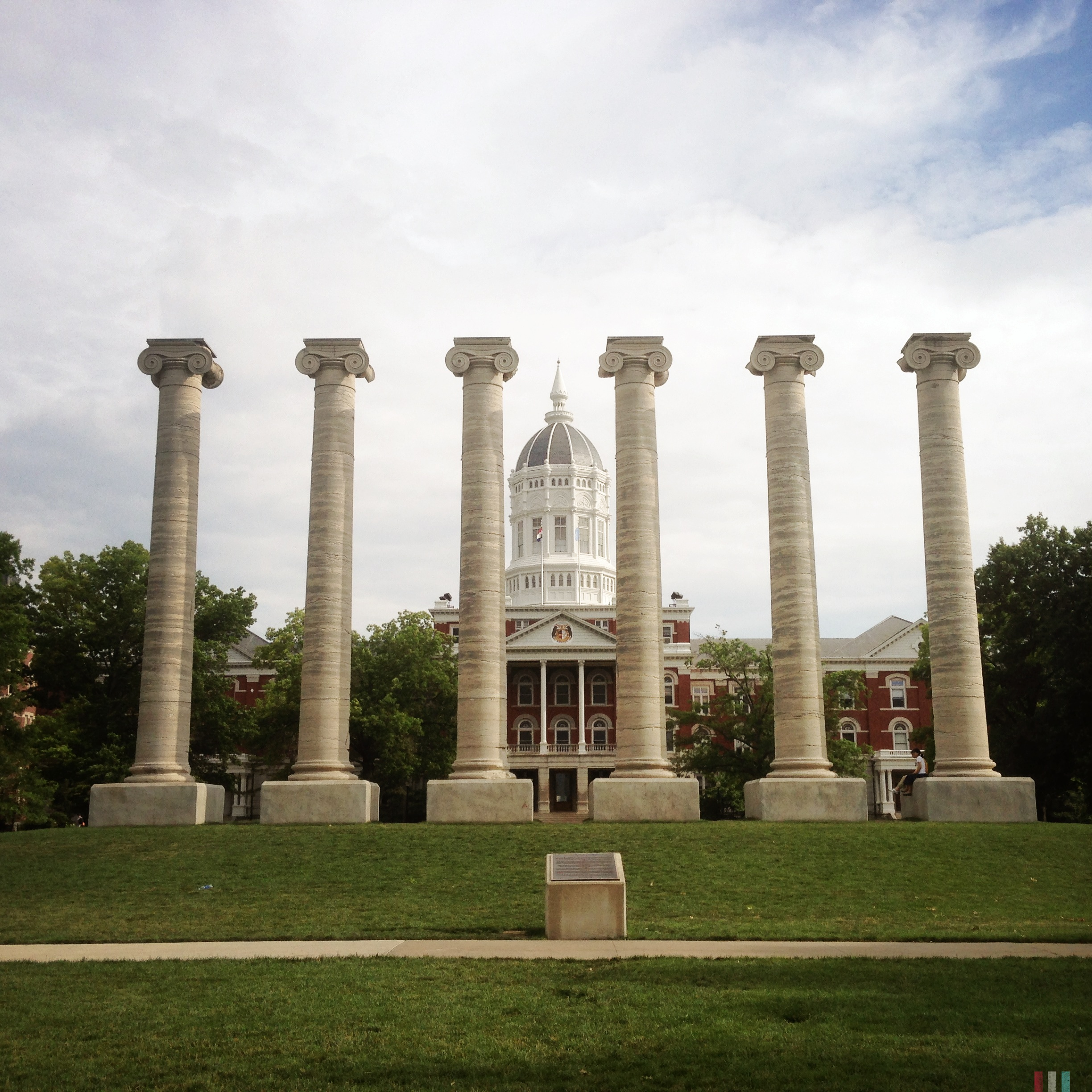
Université du Missouri

L'école a ouvert le 14 septembre 1908, à la demande de Joseph Pulitzer, et de Walter Williams, le rédacteur en chef de Columbia (Missouri) Herald et conservateur de l'université. Il a été fondé Switzler Hall (en). En 1895, le Sénat de l'État du Missouri a rejeté un projet de loi qui demandait que soit établie une chaire de journalisme à l'école. L'Association de la Presse Missouri a commencé à soutenir la proposition en 1896.
Le premier numéro de l'Université du Missouri, qui allait devenir le Colombia Missourian a été créé par Walter Williams, le premier doyen. Parmi les membres fondateurs de la faculté était Charles Griffith Ross (en), qui allait devenir secrétaire de presse pour le président des États-Unis Harry S. Truman. En 1910, l'école a commencé "Journalism Week celebration". Le 10 mars, a été fondée Kappa Tau Alpha (en).
En 1919, Jay Holcomb Neff (en) Hall, fut le premier bâtiment officiellement affecté à l'école, il a été construit grâce à un don de Andrew Neff, journalisme diplômé en 1913, en l'honneur de son père, un ancien de Kansas City (Missouri), éditeur du Missouri. À l'époque, il était le plus grand don de l'histoire de l'université. En 1921, l'école a créé le 1er grade de Master's dans le journalisme ; en 1930, la médaille d'honneur du Missouri pour service distingué en journalisme ; en 1934, le diplôme en journalisme Doctor of Philosophy. En 1930, l'école a établi sa médaille d'honneur du Missouri pour services journalistiques distingués.
En 1936, l'école a commencé des cours de diffusion en collaboration avec KFRU (en), la radio appartenant à St. Louis Star-Times. En 1944, le professeur Clifton C. Edom et sa femme Vi, en association avec l'école, ont développé le concours "Photos de l'année et des expositions, aujourd'hui le (POYi) « Pictures of the Year International »,.
En 1953, l'université a lancé KOMU-TV 8,, une chaîne de télévision utilisée comme un laboratoire de formation pour les étudiants qui y fournissent ses émissions. KOMU est affilié à National Broadcasting Company (NBC) et Cable News Network (CNN). En 1958, l'école a ouvert Freedom of Information Center - premier centre universitaire du monde sur la Liberté d'Information.
En 1971, l'école mis ses nouvelles programmation de radio pour KBIA 91.3, radio publique nationale,. En 1981, l'école a été classée 1re école de journalisme dans le pays, sous le doyen Roy M. Fisher.
En février 2004, la Fondation Donald W. Reynolds fait un don à l'École de 31 millions de dollars, le plus important don privé jamais perçu à l'Université du Missouri, pour créer l'Institut de journalisme Reynolds. En 2008, l'Institut Reynolds ouvre, il offre des études supérieures de journalisme et l’étude de son rôle dans la société. En 2010, l'école a réorganisé son programme de premier cycle, les étudiants peuvent choisir parmi un éventail de plus de 30 zones d'intérêt. En 2013, l'école Missouri School of Journalism est classée la meilleure école de photojournalisme du pays par NewsPro magazine's ranking.

## Les diplômes

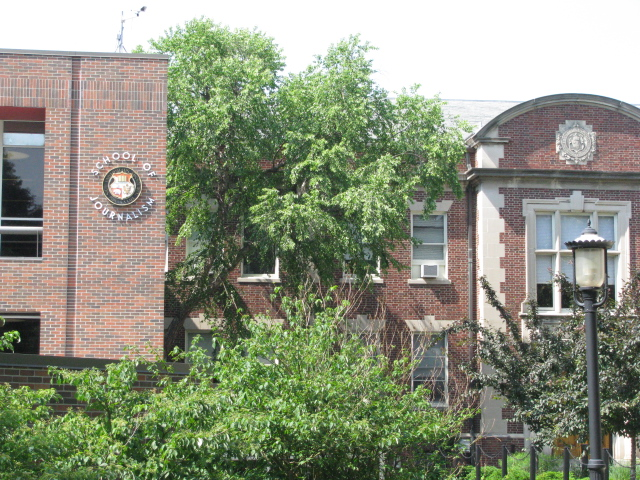
Missouri School of Journalism

### Baccalauréat en journalisme
Les étudiants en journalisme peuvent choisir parmi un éventail de 30 domaines d'intérêt tels que la conception et l'écriture pour les magazines, la production pour la radio, la télévision et le multimédia ; zones de communication stratégiques tels que la gestion de compte, achat de médias, le journalisme d'entreprise, les relations publiques, et autres. Une option permet aux étudiants de concevoir individuellement un programme d'études si aucune des zones d'intérêt existants répondent à leurs besoins.

### Programmes d'études supérieures
Les étudiants ont accès à plusieurs centres de recherche appliquée, y compris le Centre de recherches avancées sociales, le Centre de recherche en communication santé, recherche en psychologie de l'information et des effets des médias (PRIME). L'Institut de journalisme Reynolds développe et teste des moyens d'améliorer le journalisme à travers les nouvelles technologies et leur processus. Frank L. Martin journalisme Bibliothèque offre de nombreuses ressources pour l'établissement. Le premier Master des Arts en journalisme a été offert au Missouri en 1921 ; le premier diplôme de Docteur en philosophie dans le journalisme en 1934.

### Master of Arts de journalisme
Le diplôme de Master des Arts de journalisme peut être adapté pour répondre aux intérêts de l'élève avec 24 domaines. Il y a trois options journalisme de droit pour les étudiants qui souhaitent poursuivre à la fois la maîtrise en journalisme et un doctorat en droit. Plus de 50 professeurs de l'école enseignent les cursus d'études supérieures.

### Docteur en philosophie en journalisme
Le programme de doctorat offre de nombreuses possibilités d'études dans cinq domaines : la théorie de la communication, l'histoire, le droit et l'éthique, médias et société, la communication politique, avec des options journalisme et droit, ils aident à préparer les étudiants à des carrières spécialisées dans les médias et la loi. Le doctorat se spécialise dans tous les domaines du journalisme et de communication.

## L’École

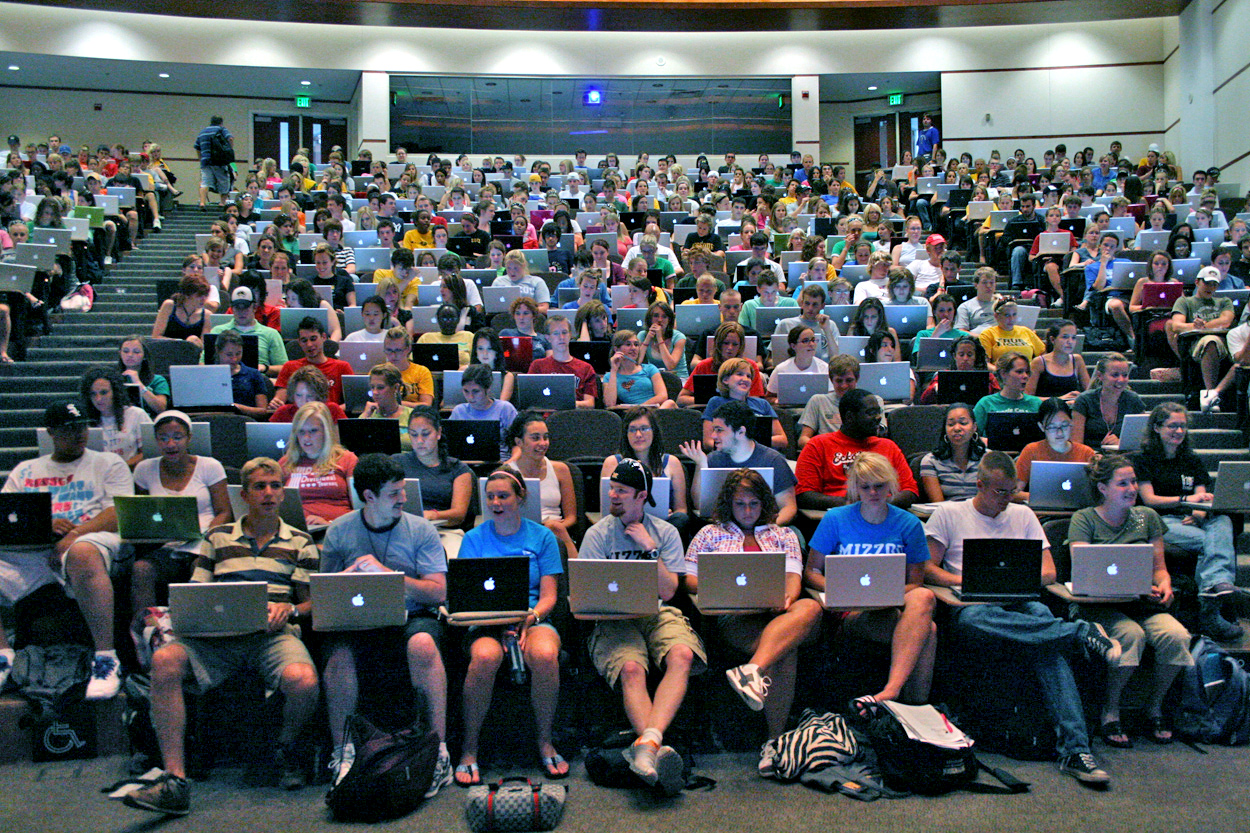
University Missouri School of Journalism

### Aménagements
L'école de journalisme du Missouri a huit bâtiments consacrés à la pratique et l'enseignement du journalisme. Ce sont Jay H. Neff Hall (1920), Walter Williams Hall et l'Arc de journalisme (1937), KOMU -TV (1953), Neff annexe (1962), Gannett Hall (1979), Lee Hills Hall (1995) et Donald W. Reynolds Institut de journalisme (2008).
Les salles de classe et des équipements comprennent deux laboratoires de conception de haute technologie ; trois laboratoires d'écriture ; une chaine de télévision et édition laboratoire numérique ; deux grandes salles d'audiovisuel ; un laboratoire de photojournalisme électronique ; un laboratoire informatique pour produire des matériaux texte basé sur le Web, audio et vidéo ; plus de 550 ordinateurs ; et l'accès au réseau sans fil. Le Centre de démonstration Futures Lab et de technologie à l'Institut de journalisme de Reynolds permettent aux étudiants de travailler avec des professionnels et des chercheurs.

### Les médias
Dans le cadre de la méthode Missouri, le premier cycle et les étudiants diplômés réalisent des médias de leur école, déclinés en des formats traditionnels, numériques, en ligne et mobiles : le Colombia Missourian , un journal diffusé tous les jours et le site Web ; KOMU -TV, filiale de NBC pour le Missouri ; KBIA -FM, une radio des membres, Vox Magazine, un magazine hebdomadaire de divertissement ; MyMissourian , un site Web axés sur les citoyens ; Global Journalist, un magazine pour les nouvelles affaires internationales ; Newsy.com, un service de vidéo en ligne de journaux; Missouri Digital News, un programme de déclaration de gouvernement de l'État basée à Jefferson City (Missouri) ; Mojo annonce, une agence de l'étudiant qui se concentre sur 18 à 24 ans et les jeunes adultes (YAYA) ; et Adzou, une agence de stratégies en communication.

#### Accréditation
Conseil d'accréditation de l'éducation en journalisme et communication

### Reynolds Institut de journalisme

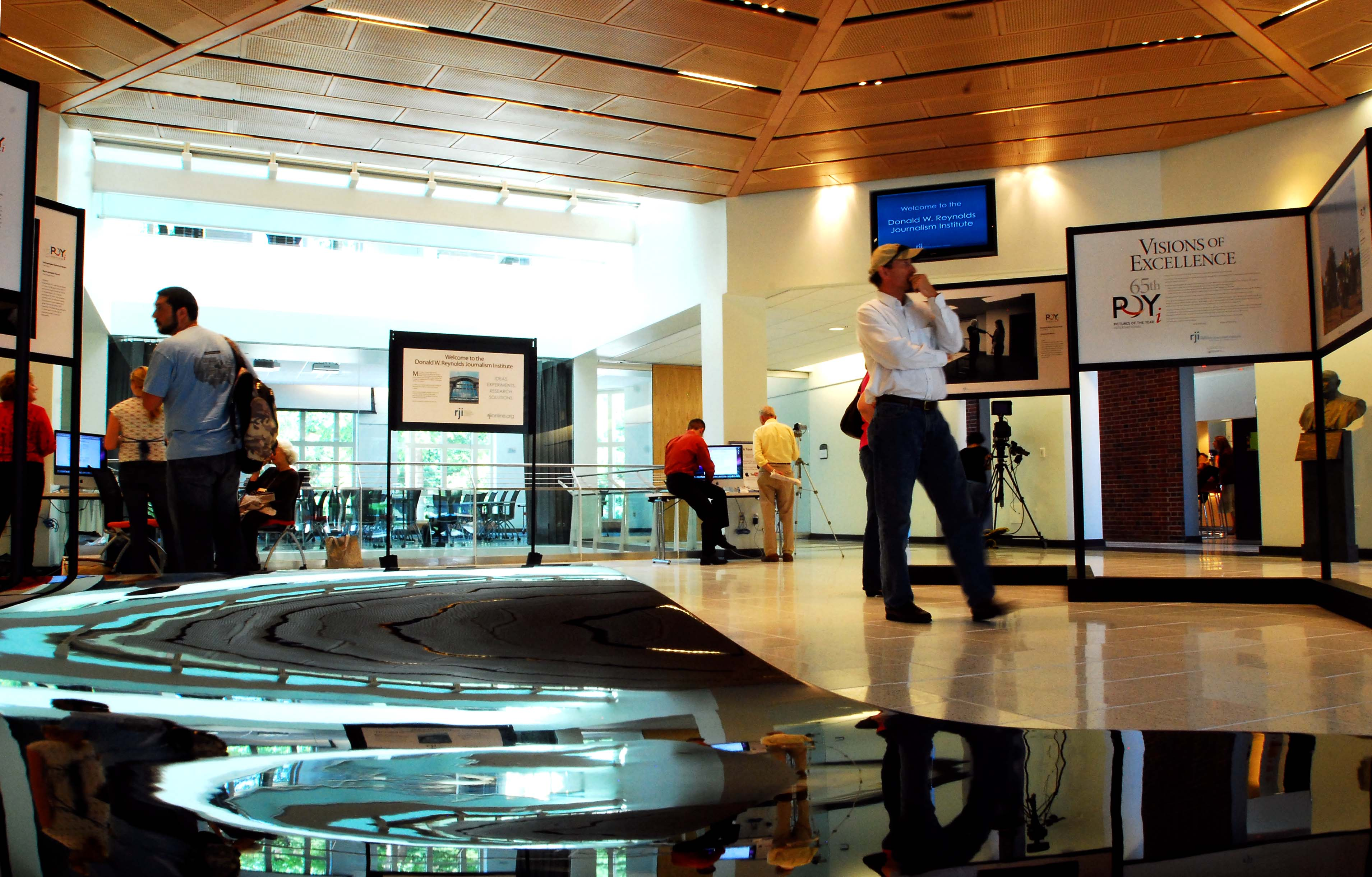
Reynolds Journalism Institute

L'Institut de journalisme Reynolds (RJI) est un centre de recherche et de tests de nouveaux modèles de journalisme.
RJI a été lancé en 2004 avec une subvention initiale de 31 millions de dollars de la Fondation Donald W. Reynolds. En conjonction avec la célébration du centenaire de l'école, il a établi son siège social mondial le 12 septembre 2008. Cette installation de 4 600 m2 met à disposition des ressources pour tester les technologies de l'information et de la communication(TIC), expérimenter une production de convergence des actualités, et mène en temps réel des séminaires et conférence en ligne.
Les travaux de RJI couvrent diverses spécialités dans le journalisme, y compris la convergence des médias, les méthodes de contenu éditorial, l'évolution de la publicité, l'innovation dans la gestion et l'impact des nouvelles technologies. Il comprend également des domaines variés sur le campus comme le droit, l'informatique, le marketing, l'éducation et d'autres disciplines.
Dans le laboratoire, des équipes interdisciplinaires de journalisme, d'affaires et de l'informatique travaillent avec les élèves sur les perspectives d'avenir du journalisme.

### Expérimentations
L'Université Missouri School of Journalism mène des expériences relatées de par le monde pour leurs caractères de recherches et d'innovation des Sciences de l'information, des Sciences humaines et sociales et de l'Éducation.
- Journalisme drones - En 2013, une expérimentation organisée par le professeur Bill Allen pour ses étudiants, fut sujet d'une controverse[29] dans le cadre de l’apprentissage et l'utilisation des drones pour la collecte d’informations. Afin de limiter l'utilisation des drones dans les espaces aériens, la Federal Aviation Administration (FAA) limita l’expérience aux scènes en interieur[30], et plus de 33 pays envisagent un projet de loi pour cette pratique[31],[32].

### Les Chaires
L'école dispose de 10 chaires :
1982 : Goldenson Chair in Local Broadcasting - permet de développer des programmes de recherche. La chaire est nommée pour Leonard Goldenson (1905-1999), qui a fondé l'American Broadcasting Company.
1986 : Meredith Chair in Service journalism (en) - The Meredith Corporation basé à Des Moines (Iowa), a créé une chaire de Journalisme de Service à l'école de journalisme du Missouri en 1986.
1995 : Lee Hills Chair in Free-Press Studies - Lee Hills (journaliste) (en) a une carrière diversifiée dans la presse ; il a travaillé en tant que journaliste, correspondant étranger, rédacteur de nouvelles, éditorialiste, directeur de publication, rédacteur en chef et éditeur et chef de la direction de deux grands journaux, le Detroit Free Press et le Miami Herald. Lee Hills était à l'École de journalisme du Missouri entre 1927 et 1929, il a été également le premier président et chef de la direction de Knight- Ridder Newspapers.
1997 : Knight Chair in Journalism - la John S. et James L. Knight Foundation a aidé à financer une chaire et un programme dans l'édition, visant à faire reconnaitre le rôle essentiel des éditeurs à la réussite d'un journal. The Knight Chair in Journalism et The Knight Center for Editing Excellence, qui soutiennent l'innovation dans l'enseignement et la recherche sur l'édition, ont été en partie financé par l'État du Missouri, qui a fourni une subvention de contrepartie 1,5 million $. La programmation au Knight Center vise à éduquer et aider les élèves du secondaire, du premier cycle, des étudiants diplômés et des professionnels à mi-carrière.
1997 : Maxine Wilson Gregory Chair in Journalism Research - Maxine Wilson Gregory, une ancienne élève de l'École de journalisme du Missouri, décédée à New York en 1995, a obtenu un diplôme de l'Université de Kansas, après quoi elle a assisté au Missouri School of Journalism, dont elle fut diplômée en 1930. Maxine Wilson Gregory a travaillé comme éditrice sur divers projets de livres après l'obtention de son diplôme, elle a fait un legs après sa mort qui a été utilisé pour financer la chaire qui porte son nom.
1998 : Houston Harte Chair in Journalism, Houston Harte, cofondateur du groupe de presse Harte-Hanks a obtenu son diplôme en 1915, a acheté son premier journal alors qu'il était encore étudiant à l'École de journalisme du Missouri. Au moment de sa mort, il était président exécutif de Harte-Hanks journaux, Inc, qui possédait 19 journaux et une chaîne de télévision. Le président Houston Harte travaillait comme enseignant de l'édition au Columbia Missourian.
1998 : Curtis B. Hurley Chair in Public Affairs Reporting - Curtis B est diplômé de l'École de journalisme du Missouri en 1931, il a laissé la majeure partie de ses biens à l'école.
2000 : Missouri Chair in Community Newspaper Management - 100 éditeurs, les anciens élèves de l'école, les amis du Missouri Press Association  s'associent pour créer la Chaire de gestion des journaux visant à renforcer et à promouvoir l'enseignement de la communauté Newspapering.
2000 : Society of American Business Editors and Writers Endowed Missouri Chair in Business and Financial Journalism - Basée à l'École de journalisme du Missouri, Sabew est une organisation de plus de 3200 commerciaux, financiers, écrivains et éditeurs spécialisés.
2008 : Donald W. Reynolds Endowed Chair in Business Journalism - Donald W. Reynolds Foundation a accordé à l'école une subvention de 2 millions de dollars pour créer la chaire W. Reynolds Donald en journalisme d'affaires en 2008. La chaire est la deuxième dans le journalisme d'entreprise à l'école, rejoignant la Society of American Business Editors et la Chaire des écrivains, établie en 2000. La chaire Reynolds permet de développer, tester et écrire sur les nouveaux modèles numériques du journalisme et de la publicité.

### Les organisations professionnelles
Les 11 organisations et programmes professionnels affiliés à l'école permettent aux élèves d'interagir avec les journalistes et les agences liés à l'actualité : American Society of News Editors; Association of Health Care Journalists; The Center for Excellence in Health Care Journalism; the Committee of Concerned Journalists (en); Investigative Reporters and Editors; Journalism and Women’s Symposium; Missouri Interscholastic Press Association; National Freedom of Information Coalition, ; National Institute for Computer-Assisted Reporting; Pictures of the Year International; et the Religion Newswriters Association.

### Concours et prix
Les étudiants sont invités à participer à des concours nationaux et internationaux et des programmes d'attribution de l'école. Les élèves peuvent travailler en réseau avec les juges et les participants reconnus dans leur domaine.

#### Mastering the Method’ Contest
Les Étudiants de premier cycle peuvent être récompensés par le Prix du doyen. Les candidatures admissibles sont ceux qui ont été publiées par Missouri School of Journalism.

#### City and Regional Magazine Association
City and Regional Magazine Association (en) (CRMA) est une organisation américaine sans but lucratif fondée en 1978 qui favorise le développement professionnel et formation des magazines. Missouri School of Journalism coordonne les concours de cette association nationale. Les étudiants peuvent s'impliquer dans le processus, assister à la conférence nationale, rencontrer les éditeurs de magazines, ainsi que participer à des séminaires pour les éditeurs.

#### College News Design Contest
Le Collège Nouvelles Design Contest honore les concepteurs de journaux de collège et de magazines. Le concours est soutenu par la Société de Nouvelles Design (SND).

#### College Photographer of the Year
Le Collège "Photographe de l'année" (CPoY) est un concours proposés à tous les photographes étudiants, l'occasion de comparer leur travail avec celui de leurs homologues des collèges et universités à travers le monde. Le concours fondé par Cliffton Edon et Vi Edom en 1945, continue d'être jugés par des professionnels distingués. L'Université du Missouri administre le concours avec l'aide de Kappa Alpha Mu, une société de photojournalisme, 130 collèges et universités participent et présentent plus de 7000 images. Le concours CPOY se veut a valeur éducative : il encourage les photographes à trier et évaluer leur travaux afin de les présenter à leurs pairs et aux professionnels,.

#### Darrell Sifford Memorial Prize in Journalism
Le Prix commémoratif Darrell Sifford est administré par l'École de Journalisme du Missouri. Il récompense la qualité d'écriture d'article sur la vie quotidienne.

#### Missouri Photo Workshop
L'atelier Missouri Photo Workshop (en) (MPW) est le plus ancien atelier de photojournalisme documentaire, il solidifie les aspirations des jeunes photographes ou au reformatage des carrières des professionnels qui participent. Les groupes de travail sont constitués par des photographes bénévoles et éditeurs de quotidiens métropolitains, (par exemple, The Washington Post, The Seattle Times, le San Francisco Chronicle, The Times), des magazines et presses spécialisés (par exemple le National Geographic).

#### Pictures of the Year International
Pictures of the Year International (POYi) est l'une des plus anciennes compétitions de Photojournalisme du monde, également un programme qui sert comme une base d'enseignement à travers son séminaire, ses expositions et travaux avec les étudiants. POYi a commencé comme un concours photographique au printemps de 1944 à Columbia, dans le Missouri, où l'école de journalisme du Missouri a parrainé le premier concours. Ses archives visuelles contiennent + 35 000 photographies primées du monde de ces six dernières décennies. Elles sont présentées sur internet dans une base de données électronique : Les Archives POYi.

#### Missouri Honor Medal
Missouri Honor Medal for Distinguished Service in Journalism, la Médaille d'honneur du Missouri pour services distingués dans le journalisme, crée il y a 70 ans, récompense les auteurs, organisations et journalistes de par le monde pour leurs engagements et imminents travaux.
Ils ont été récompensés (liste non exhaustive) : Clifton C. Edom; Donald W. Reynolds en (1981), WOh Yeon-ho en 2007; Reza Deghati en 2008 (photographe Français); Juan Luis Cebrián; Peter Magubane; Slate en 2009; The New York Times ; Umar Cheema en 2012...

### Les groupes d'étudiants
Les étudiants peuvent participer à 11 groupes d'étudiants, pour la plupart affiliés à des organisations nationales.
Ce sont : AF Mizzou, American Copy Editors Society; Asian-American Student Journalists Association; Journalism Ambassadors; Journalism Students Association; Kappa Alpha Mu; Magazine Club; National Association of Hispanic Journalists; National Association of Black Journalists; Radio-Television Digital News Association; Society of Professional Journalists; et The Student Society of News Design.

### Anciens élèves notables
| - John Anderson (journaliste) (en) - ESPN Sportscenter ancre - Gerald M. Boyd (en) - Ancien rédacteur en chef , The New York Times - Jann Carl - Ancien correspondant de Entertainment Tonight - Sophia Choi (en) - Ancien animateur à CNN / journaliste - Pat Forde (en) - Ancien chroniqueur pour ESPN , chroniqueur actuel pour Yahoo Sports - Martin Frost (en) - ancien représentant des États-Unis du 24 district du Texas - Major Garrett - CBS Nouvelles chef de la Maison Blanche Correspondant - Phil Keating (en) - Fox Nouvelles Correspondant National - Michael Kim (journaliste) (en) - ESPN Sportscenter - Jim Lehrer - L'ancien hôte de PBS NewsHour | - Russ Mitchell (journaliste) (en) - ancien présentateur de CBS Evening Nouvelles et The Early Show , journaliste actuel WKYC - Joel Meyers (en) - Voice of the New Orleans Pelicans - Lisa Myers (en) - journaliste d'investigation avec NBC Nouvelles - Ken Paulson (en) - Ancien rédacteur en chef , USA Today - Chuck Roberts (en) - L'ancien animateur à CNN / journaliste - Jon Scott (en) - Hôte de Happening Now sur Fox Nouvelles - Brad Sham (en) - Voix des Cowboys de Dallas - Wright Thompson (en) - ESPN rédacteur principal - Elizabeth Vargas - Hôte de ABC Nouvelles » 20/20 - Matt Winer (en) - Ancien ESPN Sportscenter , actuel hôte Turner Sports |

### Les Professeurs, la Direction
Plus de 200 professeurs et chercheurs enseignent à la faculté de Missouri School of Journalism, 85 à son organisation et direction.
Liste non exhaustive :
- Chaires[56] : Jacqui Banaszynski, Glen Cameron, Barbara S. Cochran, John Fennell, Michael M. Jenner, Amy Sarah McCombs, Randall Smith, Martha Steffens, James Sterling.
- 2005[57]: Paul Bolls, Margaret Duffy, Maria Len-Rios, Katherine Reed, Tom Warhover, Rick Shaw (Directeur de Pictures of the Year International)

### Bibliothèques
L'Université du Missouri School of Journalism met à la disposition des étudiants et professeurs :
- Frank Lee Martin Journalism Library - Bibliothèque dédiée au Journalisme[58]
- Ellis - Bibliothèque des Sciences humaines et sociales[59]...
- Freedom of Information Center - Centre de recherche et ressources sur la Liberté d'information dans le monde[60].

### Édition
De 1908 à aujourd'hui, des milliers de livres ont été édités par Missouri School of Journalism ou d'autres éditeurs. (certains sont disponibles sur Google Books)
- A Journalism of Humanity par Steve Weinberg - Éditeur : University of Missouri Press - 2008[61]
- Dictionary of Missouri Biography publié par Lawrence O. 1999[62]
- University of Missouri School of Journalism[63] - 1997 -  (ISBN 0762401419)
- The Journalist's Library par Charles Edward Kane - 1916[64]